# Pavé de Vertain à Saint-Martin-sur-Écaillon
Der Sektor Pavé de Vertain à Saint-Martin-sur-Écaillon ist ein 2300 Meter langer mit Kopfsteinen gepflasterter Weg, welcher bei Paris–Roubaix von Vertain in Richtung Saint-Martin-sur-Écaillon befahren wird.

## Charakteristik
Der Sektor Pavé de Vertain à Saint-Martin-sur-Écaillon ist mit der Schwierigkeitsstufe von 3 Sternen ausgezeichnet. Er beginnt am Ortsausgang von Vertain, wenn die D109 in Richtung Norden verlassen wird. Die ersten 300 Meter sind leicht ansteigend, und ab hier ist die Strecke tendenziell nur noch abfallend. Nach 900 Meter macht die Strecke einen Linksknick und verläuft bis zum Ende annähernd geradlinig.

## Geschichte
1985 wurde der Sektor das erste Mal befahren. Er wird regelmäßig bis heute (Stand 2024) befahren, gleichwohl wurde er 2004, 2013–2014 und 2018–2019 nicht befahren. 2021 wurde der Streckenabschnitt in umgekehrter Reihenfolge befahren.